# Аширов, Борубек Чыйбылович
Борубек Чийбилович Аширов (кирг. Борубек Чийбилович Аширов, род. 13 февраля 1956, Кыргызстан) — киргизский дипломат.

## Биография
Родился 13 февраля 1956 года в селе Будёновка Таласского района Кыргызстана. В 1980 году окончил Высшую комсомольскую школу при ЦК ВЛКСМ.
Трудовую деятельность начал в 1973 году техником по сигнализации отдела вневедомственной охраны Свердловского РОВД города Фрунзе, работал колхозником, служил в армии. После окончания ВКШ работал заведующим отделом Таласского обкома ЛКСМ Киргизии, лектором обкома партии (1980-1985), аспирантом АОН при ЦК КПСС (1985-1988), лектором, заведующим сектором ЦК Компартии Киргизии (1988-1990); инструктором отдела национальной политики ЦК КПСС (1990).
После приобретения независимости работал заместителем руководителя Аппарата Президента Кыргызстана (1990-1993), послом Кыргызстана в Беларуси, Латвии, Литве, Польше[когда?]; постоянным полномочным представителем при уставных органах СНГ по совместительству (1993-1997). С марта 1997 года является председателем Исполнительного комитета Межгосударственного совета Казахстана, Кыргызстана и Узбекистана.
С июня по июль 2010 года был руководителем Секретариата Председателя Временного Правительства Кыргызской Республики в ранге Руководителя Аппарата Временного Правительства Кыргызской Республики.
С 2008 по 2011 года являлся послом Кыргызстана в Туркменистане.
С 28 января 2011 по 2016 год — посол Кыргызстана в Украине.

## Награды
- Орден «Данакер» (29 августа 2011 года) — за большой вклад в укрепление сотрудничества между народами, в развитии науки, образования и культуры, в честь 20-летия независимости Кыргызской Республики[2]
- Почётная грамота Кыргызской Республики (22 января 1997 года) — за вклад в укрепление сотрудничества Кыргызской Республики с государствами-участниками Содружества Независимых Государств и в связи с 5-летием образования Содружества Независимых Государств[3]

## Примечание
1. 1 2 3 4  АШИРОВ Борубек Чыйбылович. centrasia.org. Дата обращения: 3 февраля 2024. Архивировано 3 февраля 2024 года.
2. ↑  Указ Президента Кыргызской Республики от 29 августа 2011 года УП № 218 «О награждении орденом «Данакер» Аширова Б.Ч., Власова B.C. и др.»
3. ↑  Указ Президента Кыргызской Республики от 22 января 1997 года УП № 23 «О награждении Почётной грамотой Кыргызской Республики Аширова Б.Ч., Джекшенкулова А.Дж., Исаева К.И., Карпицовой Л.И., Омуралиева Э.К.»